# Blaže Koneski
Blaže Koneski (en macédonien : Блаже Конески), né à Nebregovo, en Yougoslavie, le 19 décembre 1921 et mort à Skopje le 7 décembre 1993, est un poète, écrivain, traducteur et linguiste macédonien. Ancien président de l'Académie macédonienne des sciences et des arts, considéré comme le plus grand poète macédonien contemporain, il est l'un des acteurs de la codification du macédonien.

## Biographie
Blaže Koneski a fait ses études au lycée de Kragujevac, en Serbie, puis à l'université de Belgrade, où il apprend d'abord la médecine avant de se tourner vers la langue et la littérature serbes. Après l'obtention de son diplôme, il travaille en tant que lecteur au Théâtre national macédonien puis en tant que professeur au département de philosophie de l'université Saints-Cyrille-et-Méthode de Skopje de 1946 jusqu'à sa retraite. Il devient membre de l'Académie macédonienne des sciences et des arts en 1967 et il en est le président de 1967 à 1975. Il était également membre des académies de Zagreb, Belgrade, Ljubljana et Łódź et docteur honoris causa de l'université de Chicago et de l'université Jagellonne de Cracovie.
Blaže Koneski a reçu plusieurs prix yougoslaves et étrangers : les prix « Njegoš », « AVNOJ », la Couronne d'or des « Soirées poétiques de Strouga » et le prix Herder.